# Італія на літніх Олімпійських іграх 2012
Італію на літніх Олімпійських іграх 2012  представляли 289 спортсменів у 22 видах спорту.

## Нагороди
| Медалі за видом спорту          | Медалі за видом спорту | Медалі за видом спорту | Медалі за видом спорту | Медалі за видом спорту |
| ------------------------------- | ---------------------- | ---------------------- | ---------------------- | ---------------------- |
| Вид спорту                      | 1                      | 2                      | 3                      | Разом                  |
| Фехтування                      | 3                      | 2                      | 2                      | 7                      |
| Стрілецький спорт               | 2                      | 3                      | 0                      | 5                      |
| Тхеквондо                       | 1                      | 0                      | 1                      | 2                      |
| Стрільба з лука                 | 1                      | 0                      | 0                      | 1                      |
| Веслування на байдарках і каное | 1                      | 0                      | 0                      | 1                      |
| Бокс                            | 0                      | 2                      | 1                      | 3                      |
| Академічне веслування           | 0                      | 1                      | 0                      | 1                      |
| Водне поло                      | 0                      | 1                      | 0                      | 1                      |
| Гімнастика                      | 0                      | 0                      | 2                      | 2                      |
| Легка атлетика                  | 0                      | 0                      | 1                      | 1                      |
| Плавання                        | 0                      | 0                      | 1                      | 1                      |
| Велоспорт                       | 0                      | 0                      | 1                      | 1                      |
| Волейбол                        | 0                      | 0                      | 1                      | 1                      |
| Дзюдо                           | 0                      | 0                      | 1                      | 1                      |
| Усього                          | 8                      | 9                      | 11                     | 28                     |

### Медалісти
| Медаль | Спортсмен | Вид спорту                       | Дисциліна                                                | Дата     |
| ------ | --- | -------------------------------- | -------------------------------------------------------- | -------- |
| Золото | Мікеле Франджіллі Марко Гальяццо Мауро Несполі | Стрільба з лука                  | Чоловіки, командні                                       | 28 липня |
| Золото | Еліза ді Франциска | Фехтування                       | Жінки, рапіра                                            | 28 Лип   |
| Золото | Даніеле Молменті | Веслування на байдарках та каное | байдарка-одиночка, чоловіки, слалом                      |          |
| Золото | Еліза ді Франциска Аріанна Ерріго Валентіна Веццалі Іларія Сальваторі | Фехтування                       | рапіра, командні, жінки                                  |          |
| Золото | Джессіка Россі | Стрілецький спорт                | Жінки                                                    |          |
| Золото | Нікколо Кампріані | Стрілецький спорт                | дрібнокаліберна гвинтівка, 50 м, три положення, чоловіки |          |
| Золото | Карло Молфетта | Тхеквондо                        | Чоловіки, понад 80 кг                                    |          |
| Золото | Валеріо Аспромонте Джорджо Авола Андреа Бальдіні Андреа Кассара | Фехтування                       | рапіра, командні, чоловіки                               |          |
| Срібло | Лука Тесконі | Стрілецький спорт                | Чоловіки, пневматичний пістолет, 10 м                    | 28 Лип   |
| Срібло | Аріанна Ерріго | Фехтування                       | Жінки, рапіра                                            | 28 Лип   |
| Срібло | Дієго Окк'юцці | Фехтування                       | Чоловіки, шабля                                          | 29 Лип   |
| Срібло | Стефано Темпесті Амауріс Перес Нікколо Джітто П'єтро Фільйолі Алекс Джорджетті Мауріціо Фелуго Массімо Джакоппо Валентіно Галло Крістіан Прешутті Дені Фйорентіні Маттео Айкарді Данієл Премуш Джакомо Пасторіно | Водне поло                       | Чоловіки                                                 |          |
| Срібло | Нікколо Кампріані | Стрілецький спорт                | пневматична гвинтівка, 10 м, чоловіки                    |          |
| Срібло | Массімо Фаббріці | Стрілецький спорт                | трап, чоловіки                                           |          |
| Срібло | Роберто Каммарелле | Бокс                             | понад 91 кг, чоловіки                                    |          |
| Бронза | Валентіна Веццалі | Фехтування                       | Жінки, рапіра                                            | 28 Лип   |
| Бронза | Розальба Форчініті | Дзюдо                            | Жінки, до 52 кг                                          | 29 Лип   |
| Бронза | Маттео Моранді | Спортивна гімнастика             | Чоловіки, кільця                                         |          |
| Бронза | Еліза Бланкі Роміна Лауріто Марта Паньїні Еліза Сантоні Анжеліка Савраюк Андрея Стефанеску | Художня гімнастика               | Групові вправи                                           |          |
| Бронза | Мартіна Грімальді | Плавання                         | 10 км на відкритій воді                                  |          |
| Бронза | Альдо Монтано Дієго Окк'юцці Луїджі Самеле Луїджі Тарантіно | Фехтування                       | Чоловіки, шабля, командні змагання                       |          |
| Бронза | Вінченцо Манджакапре | Бокс                             | Чоловіки, до 64 кг                                       |          |
| Бронза | Андреа Барі Емануеле Бірареллі Данте Бонінфанте Андреа Джові Іван Зайцев Міхал Ласко Луїджі Мастранджело Самуеле Папі Сімоне Пароді Крістіан Савані Драган Травиця Алессандро Фей                                | Волейбол                         | Чоловіки                                                 |          |